# Comuna Cerneavka, Orativ
Cerneavka (în ucraineană Чернявка) este o comună în raionul Orativ, regiunea Vinnița, Ucraina, formată din satele Cerneavka (reședința) și Hannivka.

## Demografie
Componența lingvistică a satului Cerneavka
     Ucraineană (99,33%)
     Alte limbi (0,66%)
Conform recensământului din 2001, majoritatea populației satului Cerneavka era vorbitoare de ucraineană (99,33%), existând în minoritate și vorbitori de alte limbi.